# Falsobrium nigrum
Falsobrium nigrum là một loài bọ cánh cứng trong họ Cerambycidae.